# Броніково (Західнопоморське воєводство)
Броніково (пол. Bronikowo) — село в Польщі, у гміні Мірославець Валецького повіту Західнопоморського воєводства.
Населення — 340 осіб (2011).
У 1975-1998 роках село належало до Пільського воєводства.

## Демографія
Демографічна структура станом на 31 березня 2011 року:
|          | Загалом | Допрацездатний вік | Працездатний вік | Постпрацездатний вік |
| -------- | ------- | ------------------ | ---------------- | -------------------- |
| Чоловіки | 168     | 37                 | 116              | 15                   |
| Жінки    | 172     | 39                 | 93               | 40                   |
| Разом    | 340     | 76                 | 209              | 55                   |